# Tolmera culminata
Tolmera culminata là một loài bướm đêm trong họ Geometridae.